# IRB-подход
IRB-подход (англ. Internal Ratings-Based Approach) - подход к оценке кредитных рисков банков для целей оценки достаточности регулятивного капитала, основанный на использовании внутренних рейтингов заемщиков, то есть рейтингов, устанавливаемых самими банками. В банковской сфере используется термин ПВР. Предложен в Базеле II как альтернатива стандартизированному подходу. Данный подход основан на внутренних оценках вероятностей дефолта (PD), ожидаемых (EL) и неожиданных потерь (UL), причем последние зависят от вероятности дефолта исходя из однофакторной модели.
Согласно Базель 2 регулятивный капитал не должен быть меньше 8% от взвешенных по риску активов англ. RWA (пункт 40)

## Классификация требований
Выделяются следующие классы требований
- Суверенные требования
- Банковские требования
- Корпоративные требования
- Розничные требования
- Фондовые активы

В корпоративных требованиях выделяется специализированное кредитование (SL), которое в свою очередь подразделяется на следующие виды:
- Проектное финансирование (PF)
- Объектное финансирование (OF)
- Товарное финансирование (CF)
- Приносящая доход недвижимость (IPRE)
- Высоко-волатильная коммерческая недвижимость (HVCRE)

Розничные требования подразделяются на 
- Жилищная ипотека
- Револьверные кредиты (QRRE)
- Прочие розничные требования

## Базовый и продвинутый IRB
В базовом IRB (Foundation IRB, F-IRB) банки самостоятельно определяют вероятность дефолта PD, остальные параметры определяются надзорным органом.
В продвинутом IRB (Advanced IRB, A-IRB) банки самостоятельно определяют и другие параметры оценки рисков.

## Методика расчетов
Ожидаемые потери (математическое ожидание потерь) оцениваются как:
{\displaystyle EL=PD\cdot LGD\cdot EAD}
где {\displaystyle PD} (Probability of Default)- годовая вероятность дефолта, определяемая на основе присвоенного внутреннего рейтинга;
{\displaystyle LGD} (Loss Given Default)- доля потерь в случае дефолта, которая зависит от обеспечения и прочих факторов;
{\displaystyle EAD} (Exposure At Default) - требования под риском дефолта (на момент дефолта).
Под неожиданными потерями понимается разница между максимально возможными с заданной надежностью (99,9%) и ожидаемыми потерями. Оценка неожиданных потерь основывается на неявном предположении наличия скрытой переменной {\displaystyle X} (условно можно считать это стоимостью активов заемщика), имеющей стандартное нормальное распределение {\displaystyle N(0,1)}, такой что {\displaystyle PD_{i}=P(X_{i}<x)}, где {\displaystyle x} - пороговое значение, зависящее от рейтинга заемщика (одинаковое для всех заемщиков с данным рейтингом). На практике известен рейтинг заемщика и соответствующая вероятность дефолта, поэтому пороговая величина определяется как {\displaystyle x=N^{-1}(PD)=G(PD)}.
{\displaystyle G(x)} - обратная кумулятивная функция распределения.
Предполагается, что корреляция между заемщиками (между величинами {\displaystyle X_{i}} и {\displaystyle X_{j}}) одинаковая и равна {\displaystyle R}. Портфель кредитов предполагается достаточно большим и гранулированным (отсутствуют высокая концентрация портфеля). Тогда с учетом закона больших чисел неожиданные потери с надежностью 99,9% будут равны
{\displaystyle UL=\left[N\left({\frac {G(PD)+{\sqrt {R}}\cdot G(0.999)}{\sqrt {1-R}}}\right)-PD\right]\cdot LGD\cdot EAD}
Аналогичную формулу можно получить делая эквивалентное предположение, что скрытая переменная подчиняется следующей однофакторной модели {\displaystyle X_{i}={\sqrt {R}}\cdot X+{\sqrt {1-R}}\cdot \varepsilon _{i}}, где {\displaystyle X} - общий для всех заемщиков (с данным рейтингом) фактор, {\displaystyle R} - "корреляция", одинаковая для всех заемщиков данного типа с данным рейтингом, {\displaystyle \varepsilon _{i}} - индивидуальные факторы, связанные только с данным конкретным заемщиком. Общий и индивидуальные факторы также имеют стандартное нормальное распределение. Неожиданные потери связываются с систематическим риском, то есть определяются вероятностью дефолта заемщика при крайне неблагоприятном изменении общего фактора (которое возможно с вероятностью не более 0,1%).

### Корректировка на срок
Для корпоративных, суверенных и банковских требований предусмотрена корректировка на срок (Maturity Adjustment) в виде следующего множителя:
{\displaystyle MA={\frac {1+(M-2.5)b}{1-1.5b}}}, где {\displaystyle b=(0.11852-0.05478\cdot \ln(PD))^{2}}
M - эффективный срок требования, который в рамках базового IRB принимается равным 2,5 годам для всех требования кроме репо (для последних - 6 месяцев, то есть 0,5); в рамках продвинутого подхода эффективный срок рассчитывается следующим образом:
{\displaystyle M=\max \left[1;\min \left(5;{\frac {\sum _{i}t_{i}CF_{i}}{\sum _{i}CF_{i}}}\right)\right]}
где {\displaystyle CF_{i}} - предполагаемый денежный поток от требования в момент {\displaystyle t_{i}}.
Таким образом {\displaystyle M} принимается равным средневзвешенному сроку требования только если он находится в пределах от 1 до 5 лет, в противном случае принимается равным 1 году (или 5 годам, если средневзвешенный срок оказался больше 5 лет).

### Оценка корреляции
Общая формула для оценки корреляции имеет вид:
{\displaystyle R=R_{min}{\frac {1-e^{-k\cdot PD}}{1-e^{-k}}}+R_{max}\left(1-{\frac {1-e^{-k\cdot PD}}{1-e^{-k}}}\right)}
{\displaystyle R_{min},R_{max}} - минимальное и максимальное значения корреляции для заданного типа требований. Если эти показатели одинаковы, то корреляция постоянна (не зависит от PD). В частности для розничной жилищной ипотеки корреляция равна {\displaystyle 15\%}, а для револьверных розничных требований (QRRE) - {\displaystyle 4\%}. Для прочих розничных требований {\displaystyle R_{min}=3\%,R_{max}=16\%}. Для суверенных, коропоративных и банковских требований (за исключением HVCRE) {\displaystyle R_{min}=12\%,R_{max}=24\%}. Для HVCRE - {\displaystyle R_{min}=12\%,R_{max}=30\%}
{\displaystyle k}-коэффициент, характеризующий зависимость корреляции от PD. Данный показатель для всех требований, кроме прочих розничных требований, равен 50. Для прочих розничных требований показатель равен 35.
Для малых (по размеру годовой выручки {\displaystyle S}) предприятий (SME), допускается снизить значение корреляции на следующую величину:
{\displaystyle \Delta R=\Delta R_{max}\cdot {\frac {S_{max}-\min[S_{max};\max(S;S_{min})]}{S_{max}-S_{min}}}}
где {\displaystyle S} - годовая выручка в млн евро.
{\displaystyle \Delta R_{max}=4\%}, {\displaystyle S_{min}=5} млн евро, {\displaystyle S_{max}=50} млн евро.
Это означает, что корректировка имеет место лишь для компаний с выручкой менее 50 млн евро (в приведенной формуле если {\displaystyle S>=S_{max}}, то {\displaystyle \Delta R=0}). Если выручка меньше 5 млн евро, корректировка принимается как для компаний с выручкой 5 млн евро., то есть на максимальном уровне {\displaystyle \Delta R_{max}=4\%}.

### Оценка LGD
В рамках базового IRB для старших необеспеченных требований LGD принимается равным {\displaystyle LGD_{0}=45\%}. Для субординированных требований - {\displaystyle LGD_{0}=75\%}.
Наличие приемлемого обеспечения позволяет скорректировать LGD. При этом подход к учету приемлемого финансового обеспечения несколько отличается от прочего приемлемого обеспечения (недвижимость, дебиторская задолженность и прочие активы). Тем не менее можно записать следующую общую формулу для определения LGD при наличии приемлемого обеспечения:
{\displaystyle LGD=(\alpha _{VTL}\cdot LGD_{min}+(1-\alpha _{VTL})\cdot LGD_{0})\cdot {\frac {E^{*}}{E}}}
где {\displaystyle \alpha _{VTL}={\begin{cases}\min(1;{\frac {VTL}{VTL_{F}}}),VTL>=VTL_{min}\\0,VTL<VTL_{min}\end{cases}}}
где {\displaystyle VTL} - отношение текущей стоимости приемлемого прочего (т. е. кроме финансового) обеспечения к текущей стоимости требования под риском дефолта;
{\displaystyle VTL_{F}} -  установленное значение VTL, при котором требование признается обеспеченным полностью (для дебиторской задолженности - 125%, для недвижимости и прочих активов - 140%)
{\displaystyle VTL_{min}} - установленное минимальное значение VTL, при котором возможно (частичное) признание обеспечения (для дебиторской задолженности - 0%, то есть ограничений нет, а для недвижимости и прочих активов - 30%).
{\displaystyle LGD_{min}} - минимальный LGD, применяемый к обеспеченной части требования (для дебиторской задолженности и недвижимости - 35%, для прочих активов - 40%).
{\displaystyle E^{*}} - стоимость требований под риском дефолта с учетом факторов её снижения за счет приемлемого финансового обеспечения, определяемая следующим образом:
{\displaystyle E^{*}=\max[0;(E-C)+MRA]}
где {\displaystyle E} - текущая оценка требований под риском дефолта;
{\displaystyle C} - текущая стоимость предоставленного финансового обеспечения;
{\displaystyle MRA} - корректировка на риск изменения рыночной стоимости обеспечения и требования за период владения.
Последняя корректировка может быть рассчитана применением стандартных "дисконтов"
{\displaystyle MRA=H_{E}\cdot E+(H_{C}+H_{FX})\cdot C}
{\displaystyle H_{E}} - дисконт к кредитному требованию
{\displaystyle H_{C}} - дисконт к обеспечению;
{\displaystyle H_{FX}} - дисконт в случае несовпадения валют обеспечения и требования.
Стандартные дисконты установлены по умолчанию на 10-дневный период владения при условии ежедневной переоценки и пересчета маржи. Дисконт, связанный с несовпадением валют равен {\displaystyle H_{FX}=8\%}. Дисконты к обеспечению зависят от типа обеспечения. Для акций, входящих в фондовые индексы  -15%, для прочих акций с листингом на фондовой бирже - 25% (остальные акции считаются неприемлемым обеспечением). Для облигаций дисконт зависит от рейтинга и остаточного срока. Суверенные облигации с рейтингами ниже BB- и корпоративные облигации с рейтингом ниже BBB- считаются неприемлемым обеспечением. Для суверенных облигаций с рейтингами от BB-  до ВВ+ дисконт равен 15% независимо от срока, с рейтингами от BBB- до A+ дисконты 1%, 4%, 6% в зависимости от остаточного срока (до 1 года, от 1 до 5 лет, свыше 5 лет), с рейтингами свыше A+ дисконты - 0,5%, 2%, 4% соответственно. Для корпоративных облигаций с аналогичными рейтингами и сроками дисконты в два раза больше. Для банковских обращающихся облигаций без рейтинга дисконты 1%, 4%, 6% соответственно. Секьюритизированные активы принимаются с удвоенным дисконтом по сравнению с дисконтами корпоративных эмитентов с аналогичным рейтингом и сроком.

### Расчет RWA и достаточности капитала
Достаточность капитала (в Российской практике - норматив {\displaystyle H1}) оценивается как отношение капитала, рассчитанного в соответствии с требованиями Базеля II, к активам, взвешенным по рискам ({\displaystyle RWA}). Активы, взвешенные по рискам, рассчитываются следующим образом
{\displaystyle RWA=12.5\cdot UL_{0}\cdot EAD=12.5\cdot UL}
где 12.5-множитель, равный обратной величине минимальной величины достаточности капитала(8%)
{\displaystyle UL_{0}}-удельные (на единицу {\displaystyle EAD}) неожиданные потери, в терминологии Базеля II - требования к капиталу.